# Michael Lerner
Michael Charles Lerner, född 22 juni 1941 i Brooklyn i New York, död 8 april 2023 i Burbank, Kalifornien, var en amerikansk skådespelare. Han nominerades för en Oscar för sin medverkan i Barton Fink (1991).
Under 1970-talet gjorde Lerner gästframträdanden i serier som The Brady Bunch, Omaka par och M*A*S*H. Hans filmdebut kom med Alex in Wonderland (1970) och han gjorde därefter främst karaktärs- och biroller i många filmer.

## Filmografi (urval)
- 1969 – The Brady Bunch (TV-serie) (1 avsnitt)
- 1970 – Alex in Wonderland
- 1972 – Bill McKay – utmanaren
- 1972 – Brottsplats: San Francisco (TV-serie) (1 avsnitt)
- 1972 – San Francisco (TV-serie) (1 avsnitt)
- 1974 – Blås på, kompis
- 1974 – M*A*S*H (TV-serie) (1 avsnitt)
- 1974 – Rockford tar över (TV-serie) (3 avsnitt)
- 1974 – Newmans lag
- 1975 – Starsky och Hutch (TV-serie) (2 avsnitt)
- 1976 – St. Ives
- 1977 – På andra sidan midnatt
- 1977 – Superskurkar
- 1978 – Kojak (TV-serie) (1 avsnitt)
- 1978 – Wonder Woman (TV-serie) (1 avsnitt)
- 1979 – Goldengirl
- 1979–1982 – Par i hjärter (TV-serie) (2 avsnitt)
- 1981 – Postmannen ringer alltid två gånger
- 1983 – Amos & Andrew
- 1983 – Rita Hayworth – kärleksgudinnan
- 1983 – Spanarna på Hill Street (TV-serie) (4 avsnitt)
- 1985 – MacGyver (TV-serie) (1 avsnitt)
- 1985 – The A-Team (TV-serie) (1 avsnitt)
- 1987 – Amazing Stories (TV-serie) (1 avsnitt)
- 1987 – Angustia
- 1988 – McCall (TV-serie) (1 avsnitt)
- 1989 – Harlem Nights
- 1991 – Barton Fink
- 1992 – Newsies
- 1993 – Röster från andra sidan graven (TV-serie) (1 avsnitt)
- 1994 – Stora pengar
- 1998 – Godzilla
- 1998–1999 – Godzilla: The Series (TV-serie) (röstroll, 3 avsnitt)
- 2001 – Mockingbird Don't Sing
- 2001 – Tredje skiftet (TV-serie) (1 avsnitt)
- 2003 – De 101 dalmatinerna II – Tuffs äventyr i London (röstroll)
- 2003 – Elf
- 2003–2006 – Law & Order: Special Victims Unit (TV-serie) (2 avsnitt)
- 2004 – Kingdom Hospital (TV-serie) (3 avsnitt)
- 2004 – The Calcium Kid
- 2005 – Love and other disasters
- 2007 – Entourage (TV-serie) (1 avsnitt)
- 2008 – Dirty Sexy Money (TV-serie) (1 avsnitt)
- 2009 – A Serious Man
- 2011 – Atlas Shrugged: Part I
- 2012 – Spegel, spegel
- 2012 – Suburgatory (TV-serie) (1 avsnitt)
- 2012 – The Good Wife (TV-serie) (1 avsnitt)
- 2013–2014 – Glee (TV-serie) (5 avsnitt)
- 2014 – X-Men: Days of Future Past